# Криворожский цементный завод
Криворожский цементный завод (укр. Криворізький цементний завод; ЧАО «Кривой Рог Цемент») — промышленное предприятие в городе Кривой Рог Днепропетровской области.
Специализируется на производстве шлаковых типов цемента. Входит в состав Ассоциации производителей цемента Украины. 

## История
Завод был построен в соответствии с пятым пятилетним планом восстановления и развития народного хозяйства СССР. Первая очередь мощностью 630 тысяч тонн цемента в год введена в эксплуатацию 26 января 1952 года, вторая — в ноябре 1955 года. В 1959—1960 годах завод расширен новыми мощностями и реконструирован. На проектную мощность завод вышел в 1965 году. В 1969 году произвёл 1,7 млн тонн цемента.
В начале 1980-х годов была проведена реконструкция завода, после завершения которой в декабре 1982 года была введена в эксплуатацию новая технологическая линия. 
В 1980-е годы завод являлся одним из крупнейших предприятий цементной промышленности Украинской ССР.
После провозглашения независимости Украины 31 мая 1993 года Кабинет министров Украины разрешил приватизацию завода, после чего государственное предприятие было преобразовано в открытое акционерное общество.
В 2001 году собственником завода стала немецкая компания HeidelbergCement.
В 2007 году завод произвёл 1,512 млн тонн цемента.
Начавшийся в 2008 году экономический кризис осложнил положение предприятия, в 2008 году завод произвёл 1446,6 тысяч тонн цемента, в 2009 году завод произвёл 943,6 тысячи тонн цемента (сократив объёмы производства на 34,8%), но в первом полугодии 2010 года положение стабилизировалось и в 2010 году завод произвёл 1,042 млн тонн цемента.
В 2019 году собственником завода стала украинская инвестиционная компания Concorde Capital.